# إنريكي بريونز
إنريكي بريونز (بالإسبانية: Enrique Briones Pérez de la Blanca)‏ هو مجدف إسباني، ولد في 4 سبتمبر 1962 في غرناطة في إسبانيا.

## وصلات خارجية
- إنريكي بريونز على موقع الاتحاد الدولي للتجديف (الإنجليزية)
- إنريكي بريونز على موقع اللجنة الأولمبية الدولية (الإنجليزية)
- إنريكي بريونز على موقع أوليمبيديا (الإنجليزية)
- إنريكي بريونز على موقع اللجنة الأولمبية الإسبانية (الإسبانية)